# Lolofaoso Tabaloho
Lolofaoso Tabaloho is een bestuurslaag in het regentschap Gunungsitoli van de provincie Noord-Sumatra, Indonesië. Lolofaoso Tabaloho telt 614 inwoners (volkstelling 2010).